# Janusz Skowronek
Janusz Skowronek (ur. 10 maja 1964 roku, zm. 20 grudnia 2018 roku, pochowany na cm. Junikowo Poznań) – polski lekarz, onkolog, profesor dr hab. nauk medycznych, specjalista w dziedzinie  brachyterapii.

## Życiorys
Syn Jana i Zofii. W roku 1983 ukończył VIII Liceum Ogólnokształcące im. Adama Mickiewicza w Poznaniu. Następnie rozpoczął studia na Wydziale Lekarskim  Akademii Medycznej im. K. Marcinkowkiego w Poznaniu. Dyplom lekarza uzyskał dnia 1 czerwca 1990 roku. Został wyróżniony medalem  Akademii Medycznej za „Osiągnięcia w nauce i pracy społecznej”. W czerwcu 1996 roku uzyskał stopień doktora nauk medycznych. Tematem pracy doktorskiej było: „Ocena zawartości DNA w komórkach czerniaka złośliwego”. 10 kwietnia 1997 roku zdał egzamin z wyróżnieniem na II stopień radioterapii onkologicznej. W listopadzie 2006 roku zdał kolokwium habilitacyjne na temat: "Porównanie skuteczności oraz ryzyka powikłań brachyterapii pulsacyjnej (PDR) i brachyterapii z użyciem źródeł o wysokiej mocy dawki promieniowania (HDR) z wykorzystaniem modelu dawek równoważnych biologicznie".

## Kariera zawodowa
Janusz Skowronek był wieloletnim pracownikiem  Wielkopolskiego Centrum Onkologii (WCO). Od sierpnia 2005 roku był kierownikiem Zakładu Brachyterapii WCO. 
Od 24 maja 2007 roku był przewodniczącym Poznańskiego Oddziału Polskiego Towarzystwa Onkologicznego (PTO). W tym okresie był również członkiem zarządu głównego Polskiego Towarzystwa Brachyterapii, a od 5 listopada 2008 r. wiceprzewodniczącym PTB.
Od 2008 roku był członkiem rady naukowej czasopisma „Współczesna Onkologia” oraz w listopadzie tego roku został redaktorem naczelnym czasopisma „Journal of Contemporary Brachyterapy” wydawanego przez Termedię. 
W 2015 roku Janusz Skowronek otrzymał tytuł profesora nauk medycznych nadany przez Prezydenta Rzeczypospolitej Polskiej.